# Barrio Mariano Moreno
Mariano Moreno es el nombre de un barrio en la ciudad de Formosa (Argentina). Antiguamente era un asentamiento conocido por Villa Luisa.
Se encuentra comprendido entre las avenidas Gobernador Gutnisky, Antártida Argentina, Avenida Napoleón Uriburu  y J. M. de Pueyrredón.
Por contar en sus cercanías con la Estación Terminal de Ómnibus de Formosa, la Universidad Nacional de Formosa, el Estadio Antonio Romero de la Liga Formoseña de Fútbol; su ubicación se ha tornado estratégica en la ciudad sobrevaluándose sus inmuebles en varias veces respecto al valor de una década atrás.
El núcleo del barrio lo constituye un grupo de viviendas construidas por el Instituto Provincial de la Vivienda de Formosa; y en torno a estas fueron expandiéndose primeramente casas particulares para luego dar paso a innumerables hospedajes para estudiantes del interior que concurren a la mencionada Universidad, convirtiéndola en una casi Ciudad Universitaria.
Para más información sobre comercios y alquileres instalados en el Barrio Mariano Moreno de la ciudad de Formosa, se puede visitar el sitio web oficial de la Guía Comercial Formosa (enlace roto disponible en Internet Archive; véase el historial, la primera versión y la última). en donde se publican de forma constante los datos de los alquileres disponibles en el barrio por encontrase tan cerca de la Universidad Nacional de Formosa. La url del sitio en donde se hacen mención al barrio es https://www.guiacomercialformosa.com/loc/mariano-moreno/ (enlace roto disponible en Internet Archive; véase el historial, la primera versión y la última)..
- Datos: Q5720640